# Chiesa di San Tomè (Carvico)
La chiesa di San Tomè è una antica chiesa di Carvico in provincia inserita in una zona archeologica. La chiesa, di cui rimangono poche tracce viene fatta risalire al VII secolo.

## Storia e descrizione
Vi era nella tradizione locale il racconto della presenza di tracce di un insediamento longobardo. Durante gli scavi archeologici del 1981 nella zona intorno a Carvico, sulla strada che collega Carvico a Terno d'Isola, ducato dal geometra Gian Franco Ravasio, hanno ripreso luce tracce di un'antica chiesa cristiana. Non è possibile comprendere perché la comunità dei Longobardi avessero fondato questo insediamento, se non per ipotesi che non hanno un reale fondamento. Certamente la parte continuerà a essere punto di ricerche. 
Vi era originariamente una prima chiesa in legno risalente al VII secolo con abside rivolta a est-ovest, che fu poi modificata in una struttura in pietra, che si collegava con un'abitazione civile. Era infatti già dai tempi romani rivolgere gli edifici di culto verso est con il criterio conosciuto come “Versus Solem Orientem” importante collegamento con Cristo raffigurato con il sole. Queste strutture erano difese da un fossato e da uno spalto.
Inizialmente si era rilevata, come indicato da alcuni documenti catastali, la presenza di un cucuzzolo di forma ellittica, con la presenza di ruderi riconducibili a una chiesa a unica aula risalente all'Alto Medioevo, e proprio grazie all'attenzione del geometra Ravasio che aveva rilevato che anche la particella catastale aveva questa strana forma circolare fu possibile eseguire le importanti ricerche.
I numerosi reperti archeologici in vasi in ceramica, recipienti in pietra ollare e vetri che presentano decorazione e che confermano la datazione dell'insediamento almeno dal VI secolo all'XI, nonché un denaro carolingio emesso tra il 781 e il 787 riferibile all'occupazione franca del territorio della bergamasca conquistato da Carlo Magno nel 774. Un ulteriore moneta risalente al 1026-1039 che fa riferimento all'imperatore Corrado II di Franconia indicato come imperatore e re d'Italia.

### Le due chiese

#### La chiesa in legno
La chiesa lignea presenta una copertura del territorio di 1037 m. con la presenza di tre focolari. La chiesa aveva una lunghezza di 7.10 m per una larghezza di 4,50 m. completa di absidi semicircolari. Non avendo rilevato nessuna traccia in pietra di questa parte, è presumibile pensare che le fondamenta furono costituite da travi in legno. Tre copie di buche indicherebbero il luogo dove furono posti i pali di sostegno del fabbricato.

#### La chiesa in muratura
La costruzione di questa chiesa comportò sicuramente la demolizione di parte dell'antica chiesa lignea. Furono quindi rimosse le travi in legno e predisposta la formazione di buche in argilla con pianificazione del suolo per la realizzazione di palificazioni in pietre. Furono realizzate nuove trincee per la fondamenta iniziando la costruzione delle parti perimetrali in pietra sbozzata. Rimangono tracce delle buche create per i punteggi necessari alla costruzione della nuova chiesa. Fu posto l'altare forse in prossimità dell'antico altare ligneo. La pavimentazione era in malta con laterizio sminuzzato che presenta tracce di frammenti di lucerne di vetro, facenti parte dell'arredo della chiesa. Esternamente vi erano 15 lesene inserite nello zoccolo aggettante 20 cm sul profilo del muro. La pavimentazione dell'abside era in malta colorata con laterizio finemente tritato. La chiesa ha il classico orientamento liturgico con abside rivolta a est. 
La costruzione di questa chiesa in muratura indica la presenza di manovalanza che ben conosceva la tecnica usata nell'VIII secolo. Le pietre provengono dal Monte Canto. La committenza per la sua edificazione fu sicuramente molto importante forse aristocratico o ecclesiastico. Data la presenza di particolari manufatti si farebbe riferimento alla famiglia da Calusco-Carvico, famiglia presente in quel tempo sul territorio.

#### Fabbricato civile
Addossato alla chiesa vi era un fabbricato a uso abitativo, posto tra l'atrio e l'esterno della chiesa. La parte aveva la misura di 3,55x5,50 e delimitata da pareti di piccolo spessore in pietra e argilla. Vi restano tracce di un focolare, e una fossa ellittica profonda 80 cm che dato la sua assoluta mancanza di indicazioni ma essendo completamente asciutta, veniva probabilmente destinata a cantina e dispensa. All'interno sono state rilevate tracce di cenere di almeno un paio di focolari. Il fabbricato fu nel tempo modificato e ampliato fino a raggiungere 5.50 m realizzato con diversi materiali come indicato dai resti di muratura conservati. La pavimentazione presenta buche di palo necessario a sostenere la copertura, e due in prossimità del focolare che risulta essere usato per molti anni. Il fabbricato è stato realizzato con meno cura della chiesa, forse le maestranze chiamate per l'edificio religioso, si erano ormai spostate, e forse il costo poteva sembrare eccessivo per gli abitanti la località. Difficile definire chi erano gli abitanti di questo edificio, potevano essere i custodi, il sacerdote o alcuni dei suoi famigliari. I reperti recuperati non indicano una classe sociale alta.

#### Spazi esterni e sepolture
Lo spazio esterno alla chiesa conserva strati di laterizio e tracce di un focolare in prossimità dei fabbricati. Sono state individuate almeno nove sepolture non vicine. Una presso il presbiterio rivolta a nord-sud, cinque della navata, probabilmente sepolture eseguite molto vicine nel tempo, due davanti alla facciata una lungo la facciata laterale sud. Di questi sei sono adulti e tre bambini. Non sono completi di corredo.